# Colonia Liebig
Colonia Liebig, o Colonia Liebig's, antes llamado Curuzú (cruz, en guaraní), es una localidad y municipio de Argentina en el departamento Ituzaingó, provincia de Corrientes fundado por colonos de origen alemán. Limita con el departamento Apóstoles, provincia de Misiones. 
Es considerado la cuna del cooperativismo, ya que en el mismo se encuentran funcionando variadas cooperativas, entre ellas, la más importante es la Cooperativa Agrícola de la Colonia Liebig Ltda., que produce la yerba mate Playadito comercializada en más de 29 países, además de Liebig Original y Yemaype.

## Historia
Colonia Liebig fue fundada en el paraje conocido antiguamente como Curuzú el 29 de mayo de 1924 por inmigrantes alemanes como Nueva Karlsruhe (Neu Karlsruhe), a quienes más tarde, a partir de 1935, se le sumarían otros inmigrantes provenientes de Europa, principalmente de origen eslavo (en su mayoría ucranianos y polacos), y en menor medida, italianos y paraguayos. La localidad toma el nombre de Liebig debido a la Compañía Liebig quien fuese la benefactora de los primeros colonos alemanes. En 2017 el embajador de Ucrania en Argentina visitó la localidad para el aniversario n.° 120 de la colonización ucraniana en esta región de Corrientes.

## Infraestructura
Existen en esta localidad una sucursal del Banco de Corrientes, con edificio nuevo y moderno; ocho escuelas primarias (una urbana y siete rurales); un colegio secundario; una Escuela Profesional; y una Escuela primaria y otra secundaria para Adolescentes y Adultos. 
La infraestructura urbana cuenta con red eléctrica domiciliaria e iluminación completa en la Avda. San Martín, y una red cloacal.
Hay servicios de telefonía, además de un telecentro desde donde se pueden hacer llamadas urbanas e interurbanas;  televisión por cable, oficina de correos, dos supermercados y varios negocios que cubren los ramos de  panadería, ropería, ferretería, librería y regalería, talabartería, gomería, etc. 
Las tres Iglesias (católica-castellana, rito ucraniano y protestante) cubren las necesidades espirituales de la población.
Un hospital zonal, dos consultorios médicos y dos consultorios odontológicos brindan lo necesario para la atención de la salud.

## Población
Cuenta con 2 429 habitantes (Indec, 2010), lo que representa un incremento del 10,7 % frente a los 2 194 habitantes (Indec, 2001) del censo anterior. Forma un aglomerado urbano junto a la localidad de Estación Apóstoles de la provincia de Misiones, cuya población total es de 5,056 habitantes (Indec, 2010).
| Gráfica de evolución demográfica de Colonia Liebig entre 1991 y 2010 |
|                                                                      |
| Fuente: Censos nacionales del INDEC                                  |

## Cooperativa
La Cooperativa Agrícola, con sus secaderos y molinos yerbateros, es fuente de trabajo para numerosos vecinos.
La cooperativa está formada por una Sociedad de Colonos que plantan y cosechan su yerba y la trasladan hasta los secaderos de Playadito, ubicados en Colonia Liebig y en una zona llamada El Carpincho.

## Turismo
Una gruta a la entrada del pueblo, que sirve de resguardo a la imagen de la Virgen de Itatí, rodeada de un predio parquizado apto para acampar, da la bienvenida a los viajeros que ingresan al pueblo. 
En  verano, es obligado el uso de balnearios ubicados a la vera del arroyo Chimiray y Anyico, límite natural que divide las provincias de Misiones y Corrientes. 

## Cultura
Existe un club de fútbol que es uno de lo más importantes del pueblo y la región, el Club Social y Deportivo Sol de Mayo, el orgullo de la localidad.

### Carnavales
Desde el 2008 se realizan los carnavales, retomados luego de mucho tiempo, comienzan alrededor del 6 de febrero comúnmente y duran entre 2 a 3 fin de semanas, cuentan con 6 grupos de comparsas, Curuzú Berá, Bahianas, Ilusiones Carnavalescas y Renacer (división de Curuzú Berá), Los Auténticos y Show carioca. También se unieron comparsas desde la localidad misionera vecina de La Estación Apóstoles.

## Parroquias de la Iglesia católica en Colonia Liebig
| Diócesis  | Santo Tomé              |
| --------- | ----------------------- |
| Parroquia | Nuestra Señora de Itatí |